# جنگل فونتن‌بلو

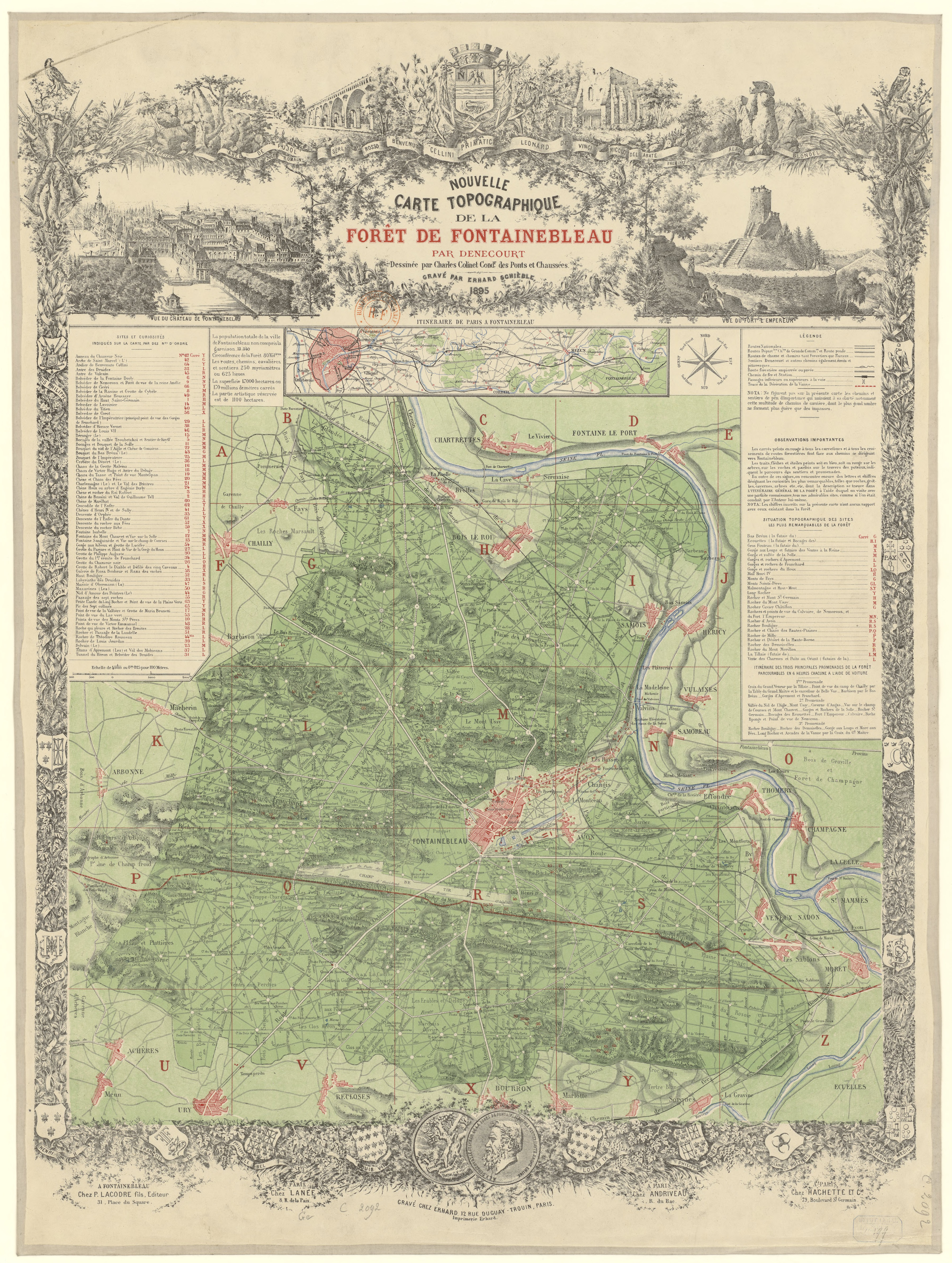
یک نقشهٔ توپوگرافی قدیمی از جنگل فونتن‌بلو مربوط به سال - ۱۸۹۵

جنگل فونتن‌بلو (فرانسوی: Forêt de Fontainebleau‎) یکی از جنگل‌های برگ ریز در شصت کیلومتری جنوب شرقی پاریس فرانسه می‌باشد، این جنگل در شهرستان فونتن‌بلو و در جنوب غربی بخش سن-ا-مرن واقع گردیده، قسمت بیشتر و گسترش اصلی جنگل در همین ایالت فونتن‌بلو قرار دارد اگر چه بخش‌های پراکنده‌ای از آن نیز تا محدودهٔ مجاور آن یعنی بخش کانتور هم کشیده شده، از سمت غرب نیز تا شهر میلی لا فورت در بخش همسایگی اسون که شامل شهرهای فونتن‌بلو و آون می‌باشد امتداد دارد، مساحت تقریبی جنگل حدود ۲۲۸۰ کیلومتر است در حدود ۱۱۰ مایل مربع.

## جانوران و گیاهان
رایج‌ترین درختان قابل مشاهده در این جنگل عبارت هستند از درخت بلوط که در مجموع حدود (۴۴٪)، کاج اسکاتلندی که در حدود (۴۰٪) می‌باشد و راش اروپایی در حدود (۱۰٪)، همچنین در این جنگل در حدود سه هزار گونه از انواع قارچ‌ها کشف گردیده، از دیدگاه جانوری و حشرات می‌توان گفت که این جنگل منزل بالغ بر هفت هزار نوع از انواع گونه‌های مختلف جانوری است که در حدود پنج هزار نوع از حشرات گوناگون هم کشف گردیده.

## نگارخانه

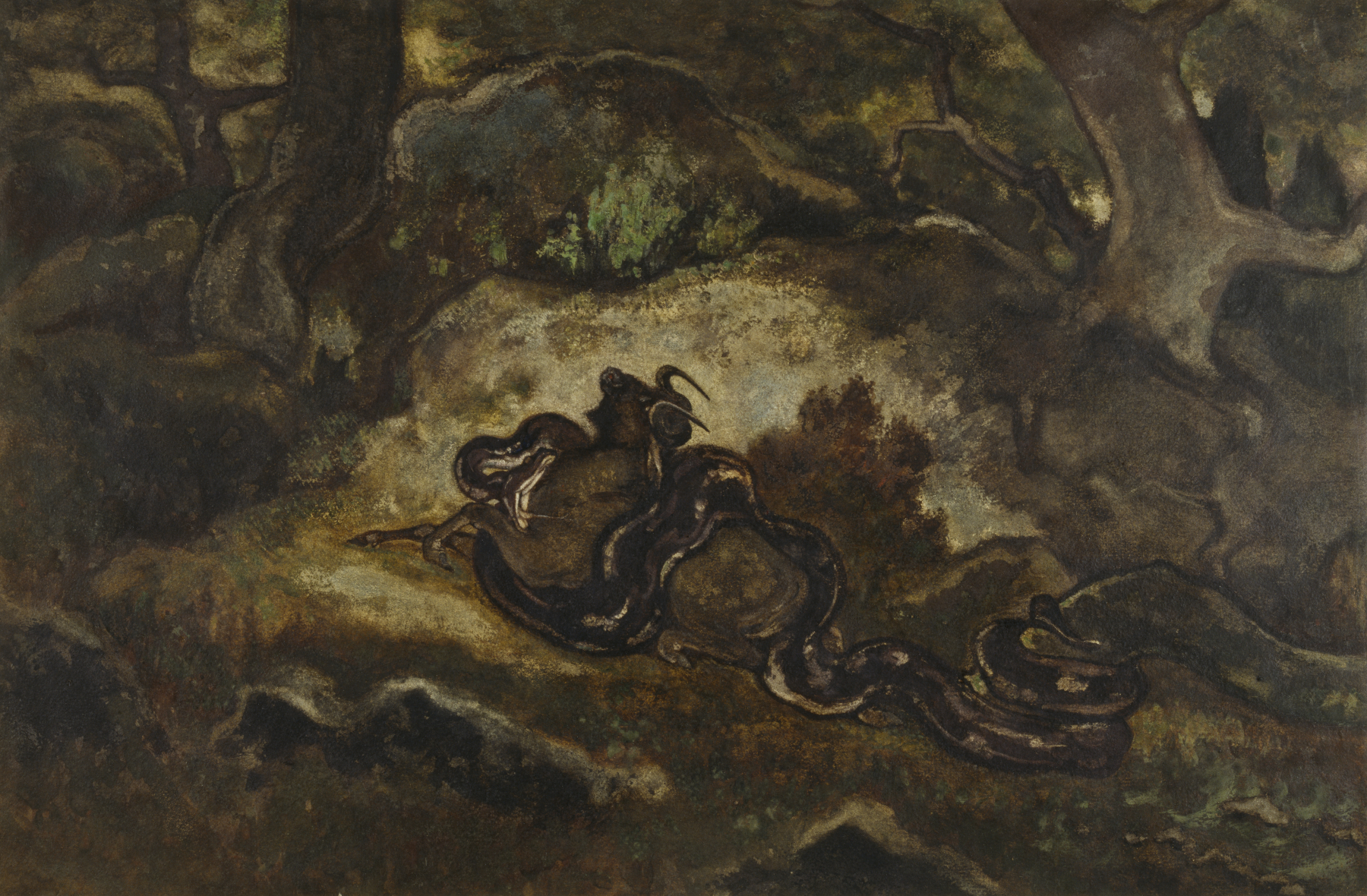
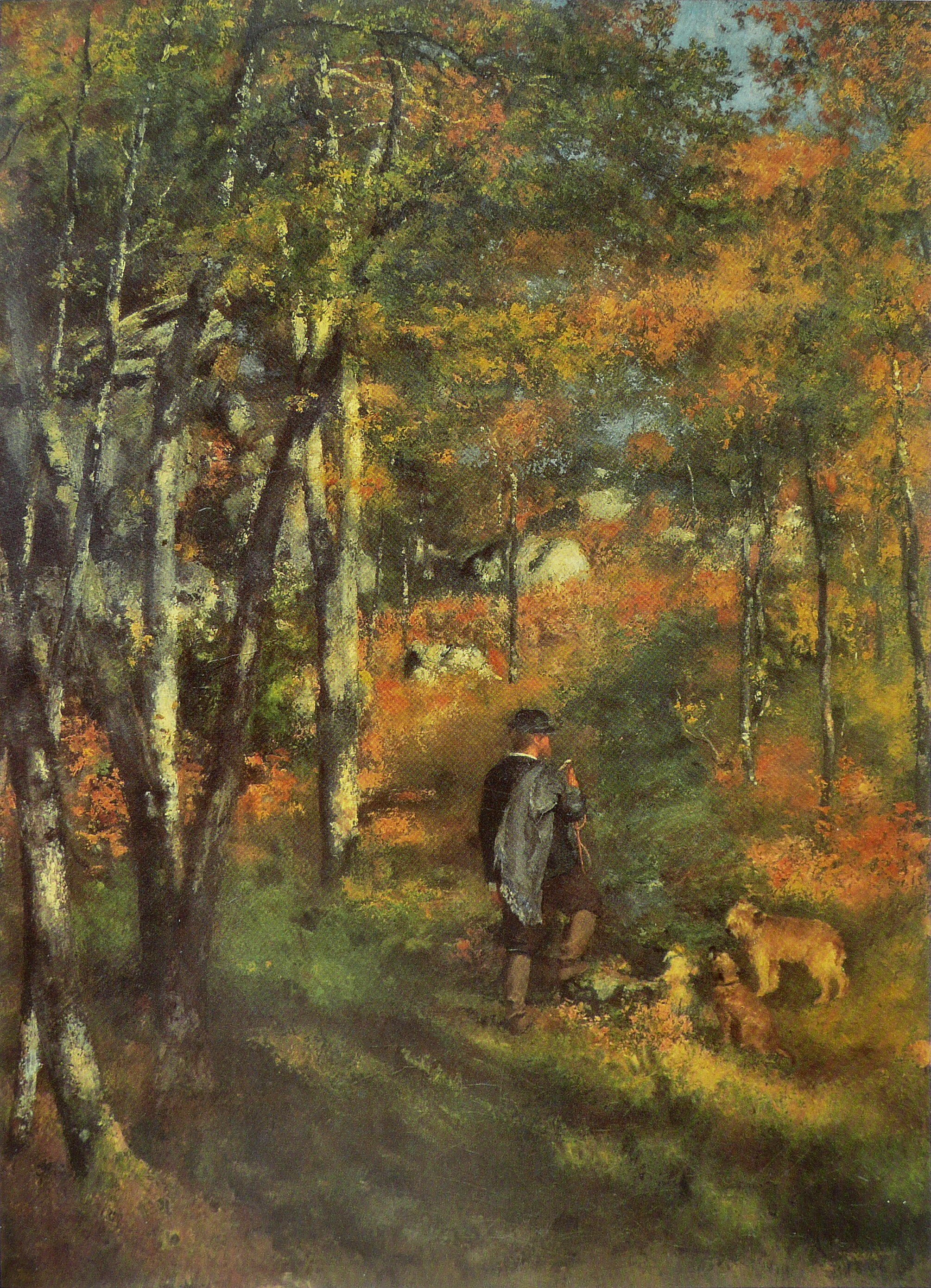
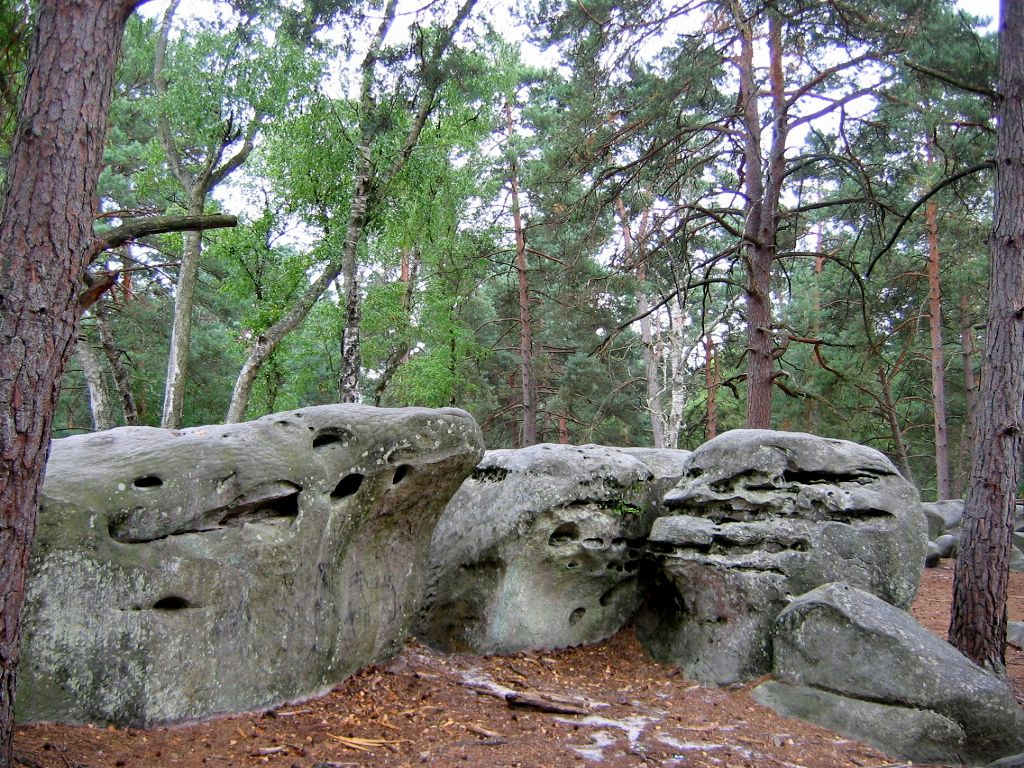
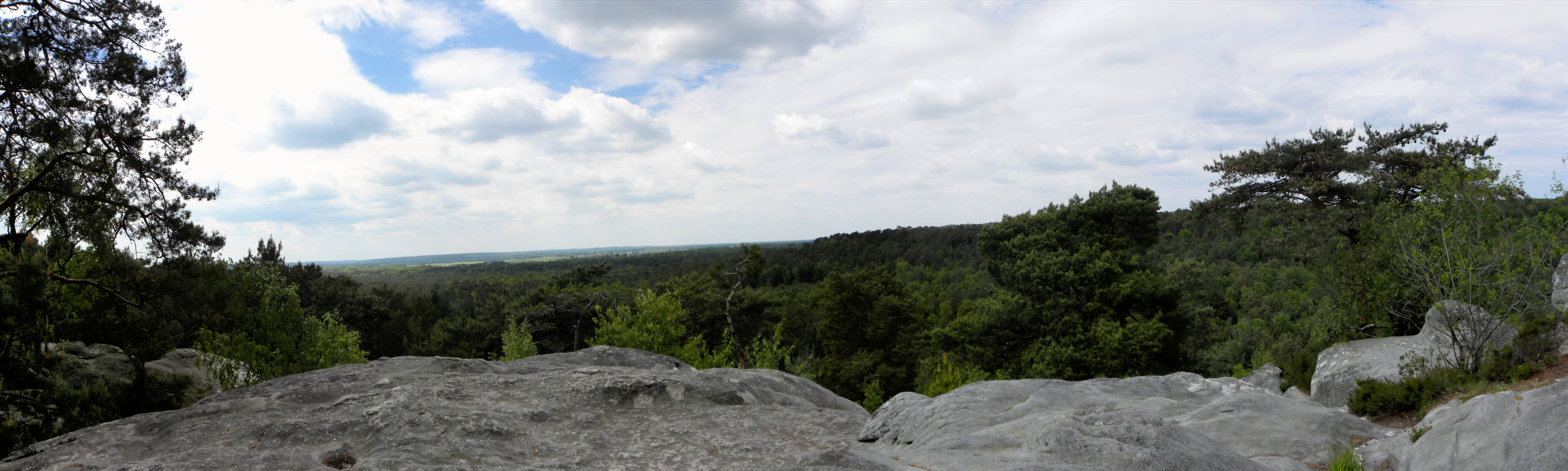